# Eschborn–Frankfurt 2024
Eschborn–Frankfurt 2024 war die 61. Austragung des deutschen Eintagsrennens. Das Rennen fand am 1. Mai 2024 statt und war Teil der UCI WorldTour 2024.
Der Sieg ging an den Belgier Maxim Van Gils (Lotto Dstny), der sich im Sprint einer 35-Fahrer umfassenden Gruppe vor Alex Aranburu (Movistar Team) und Riley Sheehan (Israel-Premier Tech) durchsetzte.

## Teilnehmende Mannschaften und Fahrer
Neben 14 UCI WorldTeams gingen auch 5 UCI ProTeams bei dem Rennen an den Start. Für jede Mannschaft sind sieben Fahrer startberechtigt, wobei Jack Haig (Bahrain Victorious) das Rennen nicht in Angriff nahm.
Mit Søren Kragh Andersen (Alpecin-Deceuninck), Sam Bennett (Bora-hansgrohe), Alexander Kristoff (Uno-X) und John Degenkolb (DSM) nahmen vier ehemalige Sieger bei der 61. Austragung teilnehmen.
Als Favoriten galten bergfeste und endschnelle Fahrer wie Marc Hirschi, Jan Christen, Diego Ulissi (alle UAE Team Emirates), Maxim Van Gils (Lotto Dstny), Ben Healy, Neilson Powless (beide EF Education-EasyPost), Axel Laurance, Søren Kragh Andersen (beide Alpecin-Deceuninck), Alex Aranburu, Iván García Cortina (beide Movistar Team), Maximilian Schachmann, Marco Haller, Sergio Higuita (alle Bora-hansgrohe), Thibau Nys (Lidl-Trek), Nikias Arndt, Wout Poels (beide Bahrain Victorious), Mauro Schmid, Max Walscheid, Caleb Ewan (alle Team Jayco AlUla), Paul Magnier (Soudal Quick-Step), Rasmus Tiller, Alexander Kristoff, Søren Wærenskjold (alle Uno-X Mobility), Sam Bennett (Decathlon AG2R La Mondiale Team), Laurenz Rex und Lorenzo Rota (beide Intermarché-Wanty).
| UCI WorldTeams | UCI WorldTeams                  | UCI WorldTeams | UCI WorldTeams        | UCI WorldTeams | UCI WorldTeams            | UCI ProTeams | UCI ProTeams           |
| -------------- | ------------------------------- | -------------- | --------------------- | -------------- | ------------------------- | ------------ | ---------------------- |
| ADC            | Alpecin-Deceuninck              | EFE            | EF Education-EasyPost | DFP            | Team dsm-firmenich PostNL | IPT          | Israel-Premier Tech    |
| ARK            | Arkéa-B&B Hotels                | GFC            | Groupama-FDJ          | JAY            | Team Jayco AlUla          | LDT          | Lotto Dstny            |
| AST            | Astana Qazaqstan Team           | IGD            | Ineos Grenadiers      | TVL            | Team Visma-Lease a Bike   | Q36          | Q36.5 Pro Cycling Team |
| TBV            | Bahrain Victorious              | IWA            | Intermarché-Wanty     | UAD            | UAE Team Emirates         | TUD          | Tudor Pro Cycling Team |
| BOH            | Bora-Hansgrohe                  | LTK            | Lidl-Trek             |                |                           | UXM          | Uno-X Mobility         |
| COF            | Cofidis                         | MOV            | Movistar Team         |                |                           |              |                        |
| DAT            | Decathlon AG2R La Mondiale Team | SOQ            | Soudal Quick-Step     |                |                           |              |                        |

## Streckenführung
Insgesamt mussten 203,8 Kilometer und über 3000 Höhenmeter zwischen Eschborn und Frankfurt zurückgelegt werden, wobei sich die Strecke im Vergleich zum Vorjahr nur gering (in Kronberg) verändert hatte. Das Rennen startete in Eschborn in der Nähe des ehemaligen Militärflugplatzes und führte zunächst direkt nach Frankfurt, wo nach 15 Kilometern die Ziellinie das erste Mal überquert wurde. Anschließend führte die Strecke Richtung Norden in den Taunus, wo nach 46,5 Kilometern des Rennens der höchste und längste Anstieg des Rennens, der Feldberg (833 m), überquert wurde. Nun folgte eine lange Abfahrt mit mehreren Gegensteigungen, die nach Eppstein führte. Über Kelkheim und Sulzbach gelangten die Fahrer zum Mammolshain (371 m), der als Herzstück der Strecke insgesamt dreimal befahren werden musste und nach 92 Kilometern das erste Mal überquert wurde. Im Anschluss drehten die Fahrer eine kleine Runde über Kronberg und Sulzbach, ehe die zweite Auffahrt des Mammolshain etwa zur Hälfte der Renndistanz erfolgte. Im Anschluss führte die Strecke erneut auf den Feldberg, der 86 Kilometer vor dem Ziel erreicht wurde. Nachdem die Abfahrt über Eppstein ein weiteres Mal absolviert worden war, stellte der Mammolshain die letzte Schwierigkeit der Streckenführung dar. Der höchste Punkt des Anstiegs wurde 36 Kilometer vor dem Ziel passiert, ehe die Fahrer über Kronberg und Eschborn nach Frankfurt gelangten, wo zwei Runden auf einem 6,7 Kilometer langen Rundkurs absolviert werden mussten. Die Ziellinie befand sich neben der Alten Oper.
| # |             | km    | Höhe  | Länge (km) | Ø Steigung |
| - | ----------- | ----- | ----- | ---------- | ---------- |
| 1 | Feldberg    | 46,5  | 857 m | 11         | 4,8 %      |
| 3 | Mammolshain | 92    | 371 m | 2,3        | 8,3 %      |
| 4 | Mammolshain | 107,9 | 371 m | 2,3        | 8,3 %      |
| 5 | Feldberg    | 117,8 | 857 m | 7,6        | 6,5 %      |
| 8 | Mammolshain | 167,8 | 371 m | 2,3        | 8,3 %      |
|   | Ziel        | 203,8 |       |            |            |

## Rennverlauf & Ergebnis
| Platz | Fahrer               | Nation | Team                      | Zeit                   |
| ----- | -------------------- | ------ | ------------------------- | ---------------------- |
| 01.   | Maxim Van Gils       | BEL    | Lotto Dstny               | 4:46:48 h (42,15 km/h) |
| 02.   | Alex Aranburu        | ESP    | Movistar Team             | "                      |
| 03.   | Riley Sheehan        | USA    | Israel-Premier Tech       | "                      |
| 04.   | Lukas Nerurkar       | GBR    | EF Education-EasyPost     | "                      |
| 05.   | Roger Adrià          | ESP    | Bora-hansgrohe            | "                      |
| 06.   | Kobe Goossens        | BEL    | Intermarché-Wanty         | "                      |
| 07.   | Kevin Vermaerke      | USA    | Team dsm-firmenich PostNL | "                      |
| 08.   | Søren Kragh Andersen | DEN    | Alpecin-Deceuninck        | "                      |
| 09.   | Marc Hirschi         | SUI    | UAE Team Emirates         | "                      |
| 010.  | Markus Hoelgaard     | NOR    | Uno-X Mobility            | "                      |

John Degenkolb (DSM) gewinnt die Bergwertung.

## Vergabe der UCI-Punkte
Eschborn–Frankfurt 2024 war Teil der UCI WorldTour 2024. Nach dem Rennen wurden UCI-Punkte vergeben, die sich auf die Platzierung der Fahrer und Mannschaften im UCI-Ranking auswirkten. Die Punktevergabe erfolgt nach folgendem Schlüssel:
| Platzierung  | 1.  | 2.  | 3.  | 4.  | 5.  | 6.  | 7. | 8. | 9. | 10. | Anmerkung                              |
| ------------ | --- | --- | --- | --- | --- | --- | -- | -- | -- | --- | -------------------------------------- |
| Tageswertung | 300 | 250 | 215 | 175 | 120 | 115 | 95 | 75 | 60 | 50  | gestaffelt bis zum 60. Platz (1 Punkt) |